# Guy Barnea
Guy Barnea (hebreiska: גיא ברנע) född 9 september 1987 i Omer, är en israelisk simmare. Han representerade Israel vid Olympiska sommarspelen 2008 i Peking. Han studerade vid University of California, Berkeley.